# 莉拉·费尔
莉拉·费尔（英語：Lilah Fear，1999年6月11日—），英国花样滑冰运动员，2023年欧洲锦标赛冰舞银牌得主、四次大奖赛奖牌得主、两次挑战系列赛金牌得主、2018年巴伐利亚公开赛冰舞金牌得主。